# Alte Pfarrkirche St. Thomas (Liesen)

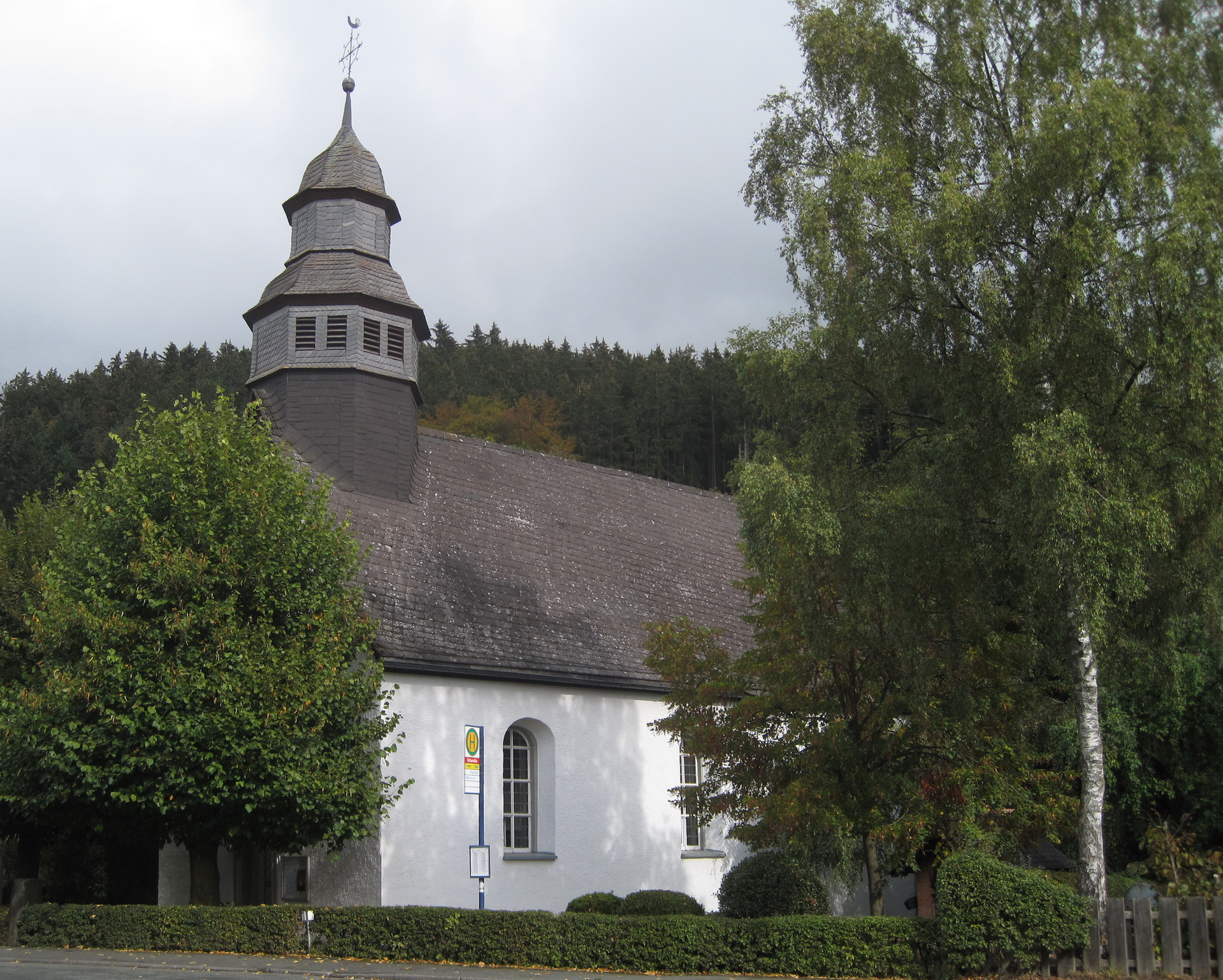
Alte Pfarrkirche St. Thomas

Die heute so benannte Alte Pfarrkirche St. Thomas war der erste Kirchenbau des Dorfes Liesen, das heute als gleichnamiger Ortsteil zur Stadt Hallenberg im Hochsauerlandkreis in Nordrhein-Westfalen gehört. Die Kirche wurde 1746 errichtet und diente lange Zeit als römisch-katholische Pfarrkirche. 1962 wurde sie durch den Neubau der Kirche St. Thomas der Apostel in Liesen abgelöst. Die alte Kirche steht seit 1983 unter Denkmalschutz und wird heute als Pfarrheim genutzt.
Der Name St. Thomas bezieht sich auf den Apostel Thomas.

## Geschichte und Architektur

### Alte Kirche von 1746
1746 wurde in der Dorfmitte von Liesen an der Dorfstraße 22 eine Saalkirche mit einem kleinen Saalraum aus Bruchsteinmauerwerk errichtet. In den 1950er Jahren wurde die inzwischen als Pfarrkirche dienende, alte Kirche mit ihren 150 Plätzen allmählich zu klein und es entstand der Plan zum Bau einer neuen Kirche, der Anfang der 1960er Jahre an einem anderen Standort in Liesen realisiert werden konnte.

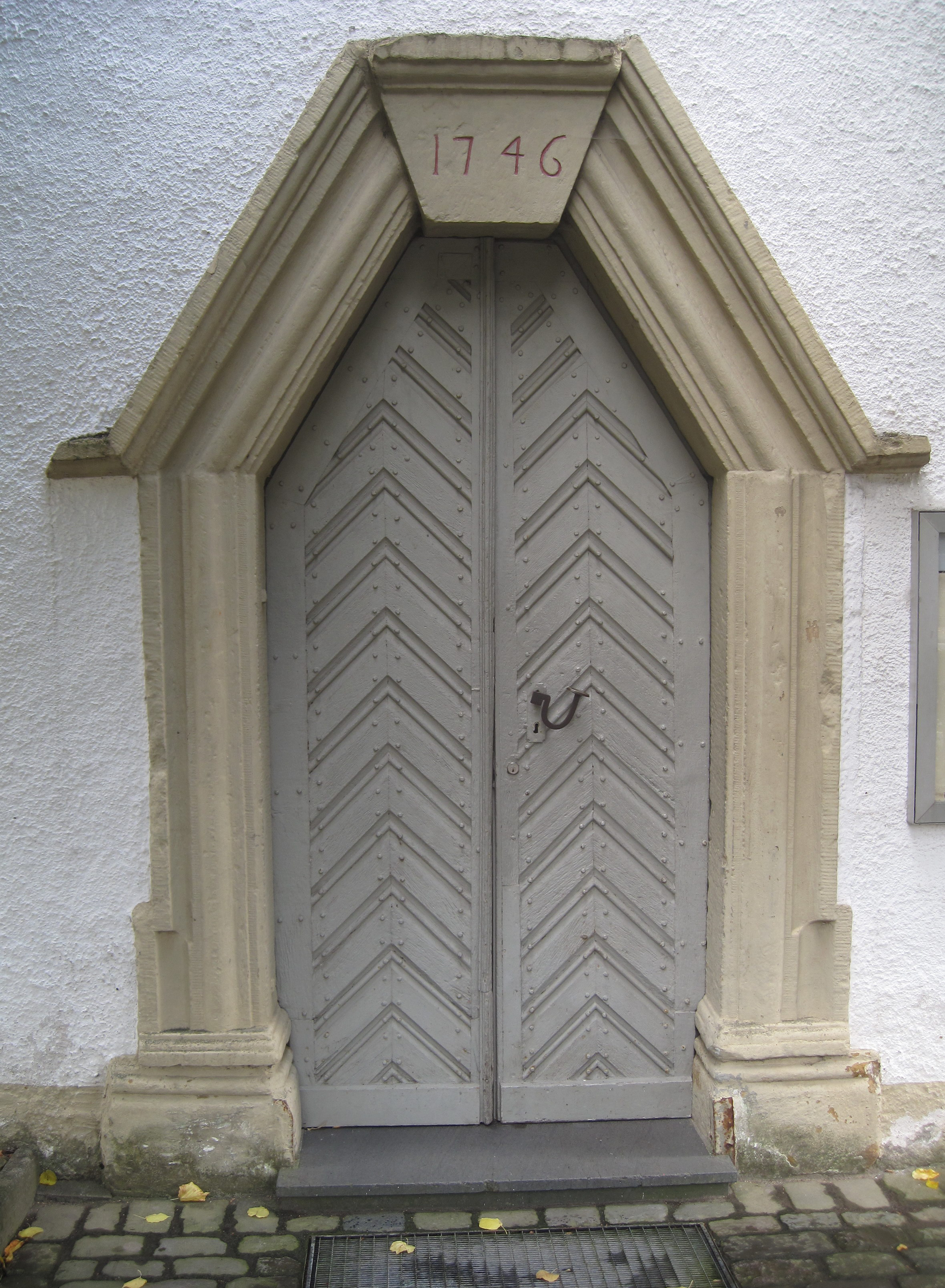
Eingangsportal

Im Zuge des Wegfalls der kirchlichen Nutzung wurde das alte Kirchengebäude profaniert und umgenutzt. Das Gebäude wurde am 30. Dezember 1983 unter Denkmalschutz gestellt und in die Denkmalliste der Stadt Hallenberg eingetragen.
Das alte Kirchengebäude in der Dorf- bzw. Ortsteilmitte wird heute als Pfarrheim der Liesener St.-Thomas-Gemeinde genutzt.

### Nachfolgerkirche von 1962
Der Neubau der Kirche St. Thomas der Apostel erfolgte von 1961 bis 1962 auf einem Grundstück in Ortsrandlage, am Breidenweg. Sie wurde als Hallenkirche im sachlichen Stil der Nachkriegsmoderne ausgeführt und umfasst 300 Sitzplätze. Die neue Liesener Pfarrkirche wurde am 22. Juli 1962 durch den Paderborner Weihbischof Paul Nordhues eingeweiht.
Die Gemeinde gehörte lange Zeit zur Pfarrei St. Johannes Baptist in Züschen (Winterberg) im Hochsauerlandkreis. 2005 wurde als Zusammenschluss von vier Kirchengemeinden der Pastoralverbund Hallenberg im Erzbistum Paderborn gegründet, dem die Liesener St.-Thomas-Gemeinde seitdem als Pfarrvikariegemeinde angehört.

## Orgel
Die Geschichte der Orgel ist nicht klar überliefert. Wahrscheinlich baute Franz Ignaz Seuffert oder sein Vater Johann Philipp Seuffert um das Jahr 1760 eine Orgel mit acht Registern auf einem Manual und angehängtem Pedal, die im Jahr 1811 von einem unbekannten Orgelbauer eingreifend umgebaut wurde. Möglich ist auch, dass eine zwischen 1750 und 1760 für eine andere Kirche gebaute Seuffert-Orgel 1811 nach Liesen umgesetzt wurde. In den Jahren 1862 und 1922 erfolgten Umbauten. Rudolf Reuter setzte sich 1952 dafür ein, dass die Orgel erhalten und nicht ersetzt wurde. Zwei Jahre später folgte eine Restaurierung durch Emanuel Kemper aus Lübeck, der vier Register austauschte und 1962 das Instrument in die neue Kirche umsetzte.